# Chicago XXX
Chicago XXX je 20. studijski album čikaške rock zasedbe Chicago, ki je izšel 21. marca 2006 pri založbi Rhino Records. Gre za prvi album skupine z novim materialom po albumu Twenty 1, ki je izšel leta 1991.

## Ozadje
Album je bil posnet v Nashvillu, Tennessee, trobila in pihala pa so bila posneta v Los Angelesu, Kalifornija poleti 2005. Dolžnosti producenta je opravljal Jay DeMarcus iz skupine Rascal Flatts, ki je do projekta prišel preko prijateljstva z basistom in pevcem Chicaga, Jasonom Scheffom. Pri snemanju je sodelovalo več studijskih glasbenikov.
Chicago XXX je dosegel 41. mesto ameriške lestvice, z njega pa sta izšla manjša hita »Feel« in »Love Will Come Back«. To je bil zadnji studijski album skupine z dolgoletnim vokalistom in klaviaturistom skupine, Billom Champlinom, ki je član skupine sicer postal, da bi nadomestil baritonski vokal originalnega kitarista skupine, Terryja Katha.

## Seznam skladb
| Št.             | Naslov                    | Pisec                                         | Vokal                     | Dolžina |
| --------------- | ------------------------- | --------------------------------------------- | ------------------------- | ------- |
| 1.              | „Feel‟ (Hot single mix)   | Blair Daly, Danny Orton                       | Robert Lamm               | 4:01    |
| 2.              | „King of Might Have Been‟ | Greg Barnhill, Dennis Matkosky, Jason Scheff  | Jason Scheff              | 3:52    |
| 3.              | „Caroline‟                | Chas Sandford, Scheff                         | Champlin/Scheff           | 3:39    |
| 4.              | „Why Can't We‟            | Bill Champlin, Jay DeMarcus, Sandford, Scheff | Champlin/Shelly Fairchild | 4:07    |
| 5.              | „Love Will Come Back‟     | DeMarcus, Sandford, Scheff                    | Scheff/Rascal Flatts      | 3:48    |
| 6.              | „Long Lost Friend‟        | DeMarcus, Brett James, Scheff                 | Scheff                    | 4:33    |
| 7.              | „90 Degrees and Freezing‟ | DeMarcus, James, Lamm, Scheff                 | Lamm/Scheff               | 3:52    |
| 8.              | „Where Were You‟          | Champlin, DeMarcus, Scheff                    | Scheff/Champlin           | 4:17    |
| 9.              | „Already Gone‟            | Champlin, George Hawkins Jr.                  | Champlin/Scheff           | 6:51    |
| 10.             | „Come to Me, Do‟          | Lamm                                          | Lamm                      | 4:36    |
| 11.             | „Lovin' Chains‟           | DeMarcus, Marcus Hummon                       | Champlin/Scheff           | 3:56    |
| 12.             | „Better‟                  | Champlin, Sandford                            | Champlin                  | 4:41    |
| 13.             | „Feel‟ (Horn section mix) | Daly, Orton                                   | Lamm                      | 4:30    |
| Skupna dolžina: | Skupna dolžina:           | Skupna dolžina:                               | Skupna dolžina:           | 52:57   |

## Osebje

### Chicago
- Robert Lamm – akustični klavir, električni klavir Wurlitzer, vokal, trobilni aranžma (10)
- Lee Loughnane – trobenta, krilnica, pikolo trobenta
- James Pankow – trombon, trobilni aranžmaji
- Walt Parazaider – saksofon, flavta
- Bill Champlin – Hammond orgle, akustični klavir, Fender Rhodes, vokal, vokalni aranžmaji
- Jason Scheff – bas kitara, vokal, vokalni aranžmaji
- Tris Imboden – bobni
- Keith Howland – kitara

### Dodatni glasbeniki
- Steve Brewster – bobni (3, 4)
- John Brockman – bobni (2, 6)
- Tom Bukovac – akustična kitara, električna kitara
- Dann Huff – kitara (3-5, 7, 9, 11)
- Dean DeLeo – kitara (12)
- Jack Kincaid – kitara (6)
- Yankton Mingua – kitara (6)
- Jay DeMarcus klaviature, kitara, loopi, programiranje, akustični klavir (2), aranžmaji
- James Matchack – klaviature, loopi, sekvence, aranžmaji
- Lee Thornburg – trobenta
- Shelly Fairchild – solo vokal (4)
- Bobby Kimball – spremljevalni vokal (3)
- Rascal Flatts (Gary LeVox, Jay DeMarcus in Joe Don Rooney) – solo in spremljevalni vokali (5)
- Joseph Williams – spremljevalni vokal (2)

### Produkcija
- Producent: Jay DeMarcus
- Koordinator produkcije: Mike "Frog" Griffith
- Inženiring: Jeff Balding, Ben Fowler, James Matchack, Sean Neff, Chas Sanford.
- Asistenti pri inženiringu: David Frick Jay Goin, Jedd Hackett, Jody Sappington, Aaron Walk, Tony Zeller.
- Miks (1, 2, 7-13): Jeff Balding, Jedd Hackett (asistent)
- Miks (3-6): James Matchack
- Digitalno urejanje: Jedd Hackett, Sean Neff
- Mastering: Bob Ludwig
- Fotografije: Jimmy Katz, Hugh Brown, Andy Strauss (asistent)
- Oblikovanje: Hugh Brown, Andy Strauss (asistent)

## Lestvice
Album (Severna Amerika)
| Leto | Lestvica      | Mesto |
| ---- | ------------- | ----- |
| 2006 | Billboard 200 | 41    |

Singli (Severna Amerika)
| Leto | Singel                | Lestvica           | Mesto |
| ---- | --------------------- | ------------------ | ----- |
| 2006 | »Feel«                | Adult Contemporary | 19    |
| 2006 | »Love Will Come Back« | Adult Contemporary | 21    |